# Pachymeta
Pachymeta är ett släkte av fjärilar. Pachymeta ingår i familjen ädelspinnare.
Kladogram enligt Catalogue of Life:
| Pachymeta | \| \| Pachymeta capreolus \| \| \| \| \| \| Pachymeta contraria \| \| \| \| \| \| Pachymeta immunda \| \| \| \| \| \| Pachymeta massilia \| \| \| \| \| \| Pachymeta semifasciata \| \| \| \| |
|           | \| \| Pachymeta capreolus \| \| \| \| \| \| Pachymeta contraria \| \| \| \| \| \| Pachymeta immunda \| \| \| \| \| \| Pachymeta massilia \| \| \| \| \| \| Pachymeta semifasciata \| \| \| \| |
|           | Pachymeta capreolus |
|           | |
|           | Pachymeta contraria |
|           | |
|           | Pachymeta immunda |
|           | |
|           | Pachymeta massilia |
|           | |
|           | Pachymeta semifasciata |
|           | |